# 弓哲玖
弓 哲玖（ゆみ あきひさ、1958年（昭和33年） - 2013年（平成25年）2月21日）は日本の歯科医師。障害者歯科・有病者歯科。特に自閉症児の歯科治療には長年関わっていた。
障害児の人権に配慮したポンチョ型の抑制衣の考案者であり 、車椅子対応診療ユニットの改良などユニバーサルデザイン考案などのデザインにも関わる。
母親は日本画家。妹は、社会教育コンサルタントの藤原琴（張琴）。
日本国外では李方子とも親交があり、知的障害児施設との関わりなどの影響を受けた。

## 略歴
- 1958年（昭和33年） 京都府京都市に生まれる。
- 1977年（昭和52年） 立命館高等学校普通科卒業
- 1983年（昭和58年） 日本歯科医師免許取得
- 1983年（昭和58年） 韓国・延世大学校 歯学部客員研究員（同年同国歯科医師免許取得）
- 1989年（平成元年） ニューヨーク州立大学バッファロー校歯学部臨床指導員
- 1990年（平成2年）  同校歯学部客員フェロー（特別研究員）
- 2007年（平成19年）宮城県大崎市に弓歯科医院を開院[4]。
- 2013年（平成25年）  2月21日朝、特発性肺線維症のため宮城県大崎市内の病院で死去。54歳没[5]。

## 人物
小学校の時に、宮城まり子と出会い、福祉ボランティアに関わるようになる。歯学生時代に、岸本正教授（歯科矯正）と出会い、当時、口蓋裂患者の歯列矯正が保険適用されていない事を知り、海外留学し、障害者歯科を学び、オー教授（ペインコントロール）に師事。
1989年から、ニューヨーク州立大学バッファロー校歯学部臨床指導員。マイケル・ミナハン教授（オドントロジー）に師事。早老病（プロジェリア）を日本に紹介するなど積極的な活動を行った。
米国ニューヨーク州でのマジックショーをはじめ、数多くのボランティア マジックショーの活動も。クリスマスシーズンは手品をするサンタクロースを演じるなど草の根活動を続けていた。
2011年3月11日の東日本大震災後、遺体の歯型から身元を確認する作業を続けてきた。2012年5月、レディー・ガガが東日本大震災復興支援オークションに出品したティーカップを601万1000円で落札。2013年2月20日にそのカップを宮城県に寄贈し、その翌日に死去した。

## 注意
1. ↑  1983年に自身が考案し、国立療養所（愛知県）、障害児施設（京都市）、セブランス病院、などの施設で臨床導入。　首周りは緩めのゴムが縫い付けてあるポンチョ型の布を頭からかぶせ、胴回りを幅広めのベルトで固定することで、最低限の抑制力で医療事故防止を目的とした抑制具。
2. ↑  長田電機工業車椅子専用診療台の電動リフト部の改良（1993年）
3. ↑  パルコTシャツデザインコンクール入賞（田中出版推薦）・ナショナルネオハイオトップデザインコンクール大賞受賞など
4. ↑  “院長のあいさつ | 大崎市古川の弓歯科医院”. yumishika.com. 2021年10月4日閲覧。
5. ↑  カップ寄贈翌日に落札歯科医死去　オークションにガガさん出品 47news、2013年2月21日
6. ↑  【訃報】ガガのキスマーク付きカップ落札者が… テレビ朝日、2013年2月21日
7. ↑  ガガさんキスのカップ寄贈＝「思いを形に」と落札男性－宮城 時事ドットコム、2013年2月20日